# 聖塞瓦斯蒂安 (聖維森特省)
聖塞瓦斯蒂安（西班牙語：San Sebastián），是薩爾瓦多的城鎮，位於該國中部，由聖維森特省負責管轄，面積61.83平方公里，海拔高度663米，2007年人口14,411，人口密度每平方公里233.07人。
13°44′N 88°50′W / 13.733°N 88.833°W